# باتريك كادو
باتريك كادو (بالإنجليزية: Patrick Kaddu)‏ هو لاعب كرة قدم أوغندي في مركز الهجوم، ولد في 9 أكتوبر 1995 في أوغندا. شارك مع منتخب أوغندا لكرة القدم.

## وصلات خارجية
- باتريك كادو على موقع قاعدة بيانات كرة القدم.إي يو (الإنجليزية)
- باتريك كادو على موقع ناشيونال فوتبول تيمز (الإنجليزية)
- باتريك كادو على موقع Soccerway.com (الإنجليزية)